# پرنسس ایبینی-ایسی
پرنسس ایبینی-ایسی (انگلیسی: Princess Ibini-Isei؛ زادهٔ ۳۱ ژانویهٔ ۲۰۰۰) بازیکن فوتبال اهل استرالیا است.
وی همچنین در تیم‌های ملی فوتبال Australia women's national under-17 soccer team, Australia women's national under-20 soccer team، و زنان استرالیا بازی کرده‌است.